# Municipio de Santa Isabel Cholula
El municipio de Santa Isabel Cholula (del nahuatl: Chololoa ‘despeñarse en el agua’) es uno de los 217 municipios que conforman al estado mexicano de Puebla. Fue fundado en 1895 y su cabecera es la ciudad de Santa Isabel Cholula.

## Geografía
El municipio se encuentra a una altitud promedio de 2100 m s. n. m. y abarca un área de 32.68 km². Colinda al norte con los municipios de San Gregorio Atzompa y San Jerónimo Tecuanipan, al oeste con Tianguismanalco y San Jerónimo Tecuanipan, al sur con Atlixco y al este con Ocoyucan.

## Demografía
De acuerdo al último censo, realizado por el INEGI en 2010, en el municipio hay una población total de 8040 habitantes, lo que le da una densidad de población aproximada de 240 habitantes por kilómetro cuadrado.